# Opatovice nad Labem (železniční zastávka)
Opatovice nad Labem jsou železniční zastávka v katastrálním území Pohřebačka, které je částí Opatovic nad Labem. Zastávka se nachází v km 15,567–15,684 trati Pardubice–Liberec. Provoz zde byl zahájen v prosinci 2015.
Zastávku obsluhují osobní vlaky Českých drah, jezdící mezi Pardubicemi a Hradcem Králové. Vlaky, u kterých je to technicky umožněno, zde zastavují na znamení. Některé spoje pokračují až do Jaroměře. V době platnosti jízdního řádu 2025 zde ve směru do Pardubic zastavuje ve večerních hodinách jeden rychlík společnosti ARRIVA vlaky.

## Historie
Výstavba zastávky blíže Opatovicím nad Labem, přibližně kilometr směrem k Pardubicím od původní stanice, dnes pojmenované Opatovice nad Labem-Pohřebačka, byla uskutečněna v rámci modernizace a zdvoukolejnění trati v úseku Stéblová – Opatovice nad Labem. Ještě v roce 2008 se počítalo s dokončením stavby a otevřením zastávky v letech 2011–2012. Tento termín však dodržen nebyl a se stavbou se začalo až v roce 2014.
Zastávka měla mít původně název Opatovice nad Labem zastávka, který dokonce prošel územním řízením. V průběhu rozhodovacího procesu obec náhle začala požadovat název Opatovice nad Labem, čemuž bylo později vyhověno.
V jízdním řádu platném od 13. prosince 2015 bylo zrušeno v původní stanici zastavování. Zejména obyvatelům Březhradu tento krok zhoršil dostupnost železniční dopravy, kdy nově měli zastávku ještě o kilometr dále než předtím, a tak bylo nakonec v dubnu 2016 zastavování přibližně u poloviny spojů obnoveno. Vybrané spoje tak zastavují na nově zbudované zastávce a hned vzápětí na pohřebačském nádraží. I tento koncept dopravy se setkal s kritikou, například podle tehdejšího náměstka hejtmana Pardubického kraje Jaromíra Duška kvůli tomu nedošlo ke zrychlení spojů, které bylo dříve avizováno.
Drážní úřad zastávku schválil 31. prosince 2013 s datem otevření po 13. prosinci 2014.

## Popis zastávky
Zastávka se nachází v km 15,640 mezi stanicí Opatovice nad Labem-Pohřebačka a odbočkou ELNA Opatovice nad Labem. Zastávka má dvě nástupiště o délce 110 metrů, hrana nástupiště je ve výšce 550 mm nad temenem kolejnice. Zastávka je vybavena přístřešky pro cestující, rozhlasem, informačním zařízením a přístřeškem pro odkládání jízdních kol.
S centrem obce i s částí Pohřebačka je spojena cestou se zpevněným povrchem. Podchod vybudovaný v bezprostřední blízkosti zastávky umožňuje přístup k oběma nástupištím. V rámci zdvojkolejnění trati bylo také změněno zapojení vlečky Elektrárny Opatovice přímo do stanice na zapojení do odbočky ELNA Opatovice, situované až za zastávkou. Díky tomu vlečka nekříží přístup k zastávce.